# Most Brčko–Gunja
Most Brčko–Gunja je ocelový příhradový silniční most, který překonává řeku Sávu a státní hranici Chorvatska a Bosny a Hercegoviny. 
Silniční most je hlavní dopravní spojnicí obou měst. Ocelový most je dlouhý 755 m a stojí na 27 betonových pilířích. Kromě řeky samotné překonává i záplavovou oblast, která se nachází na levém (chorvatském) břehu řeky.
Most byl vybudován jako železniční v souvislosti s modernizací Bosny a Hercegoviny během rakouské nadvlády. Budoval se v letech 1892 až 1894. Sloužil až do začátku druhé světové války, kdy jej při obsazování země okupačními vojsky nechali do vzduchu vyhodit Mihailovićovi četnici. Němečtí vojáci jej přebudovali jako most pontonový, ten byl ale zcela zničen partyzánskou záškodnickou akcí v roce 1943. 
Podruhé byl most obnoven po druhé světové válce. Pro železnici sloužil až do roku 1974, kdy byl přebudován na most silniční a omezen na celkovou nosnost šest tun. Během chorvatské války za nezávislost byl poškozen a v roce 2000 rekonstruován. Vzhledem k špatnému technickému stavu stavby byl na počátku roku 2019 zakázán provoz nákladních aut a autobusů po mostě, byla zahájena diskuze nad případnou obnovou mostu, resp. výstavbou nového. Přípravné práce na novém mostu byly zahájeny v květnu 2020.